# Jordi Quintillà
Jordi Quintillà Guasch (Lérida, Cataluña, 25 de octubre de 1993), más conocido como Jordi Quintillà, es un futbolista español. Juega como centrocampista en el F. C. St.Gallen 1879 de la Superliga de Suiza.

## Trayectoria

### F. C. Barcelona
Comenzó con solo 6 años en la Unió Esportiva Lleida arribando en el Prebenjamín A, durante 8 temporadas estuvo vistiendo la camiseta azulada, hasta que es fichado por el Fútbol Club Barcelona para ingresar en 2009 al Juvenil B de Sergi Barjuan con quien conquistó la Liga Nacional. Ahí se mantuvo solo una temporada, siendo rápidamente ascendido al Juvenil "A" bajo las órdenes de Óscar García, con el no logró muchos minutos casi sin jugar durante toda la campaña. Tras la salida del técnico surgieron nuevas oportunidades con Jordi Vinyals quien le dejó jugar más partidos; de igual manera se alternaba en el Barça B de Eusebio Sacristán, pero nunca consiguió debutar.

### Cesiones
Finalmente en el mercado de invierno en 2013 fue cedido al Club de Fútbol Badalona. Aquí su participación continuó siendo minina sin lograr consolidarse sumado al poco tiempo que permaneció junto a la escuadra. Luego de 4 meses y medio volvió junto con los azulgranas en el final de la temporada, aunque volvería a ser cedido para la siguiente temporada, esta vez su destino fue el Centre d'Esports L'Hospitalet, bajo las órdenes de Kiko Ramírez consiguió tener más presencias en el campo, aunque solamente durante los minutos finales de los encuentros, además logró disputar un partido de Copa del Rey ante el Racing de Santander.

### Ajaccio y América
Tras su última cesión finaliza su contrato con el club azulgrana, el cual no renovó y decidió irse a Francia para unirse a las filas del A. C. Ajaccio. Después de esta etapa probó fortuna en el fútbol americano, primero con el Sporting Kansas City y después con el Puerto Rico F. C.

### Suiza
Para la temporada 2018-19 decidió volver a Europa y al inicio de la misma firmó por dos años con el F. C. St.Gallen 1879. Permaneció en el equipo una campaña más de las inicialmente acordadas, marchándose en junio de 2021 al F. C. Basilea. Sin embargo, no tardó en volver a San Galo, y en enero de 2022 se comprometió con el club hasta junio de 2025.

## Clubes
| Club                        | País           | Año       |
| --------------------------- | -------------- | --------- |
| F. C. Barcelona "B"         | España         | 2012-2014 |
| C. F. Badalona (cedido)     | España         | 2013      |
| C. E. L'Hospitalet (cedido) | España         | 2013-2014 |
| A. C. Ajaccio               | Francia        | 2014-2015 |
| Sporting Kansas City        | Estados Unidos | 2015-2016 |
| Puerto Rico F. C.           | Puerto Rico    | 2017-2018 |
| F. C. St.Gallen 1879        | Suiza          | 2018-2021 |
| F. C. Basilea               | Suiza          | 2021-2022 |
| F. C. St.Gallen 1879        | Suiza          | 2022-     |

### Estadísticas
| Club                                | Temporada     | Liga  | Liga  | Copa nacional | Copa nacional | Internacional | Internacional | Total | Total |
| Club                                | Temporada     | Part. | Goles | Part.         | Goles         | Part.         | Goles         | Part. | Goles |
| ----------------------------------- | ------------- | ----- | ----- | ------------- | ------------- | ------------- | ------------- | ----- | ----- |
| C. F. Badalona · España             | 2012-13       | 2     | 0     | -             | -             | -             | -             | 2     | 0     |
| C. F. Badalona · España             | Total         | 2     | 0     | -             | -             | -             | -             | 2     | 0     |
| C. E. L'Hospitalet · España         | 2013-14       | 8     | 0     | 1             | 0             | -             | -             | 9     | 0     |
| C. E. L'Hospitalet · España         | Total         | 8     | 0     | 1             | 0             | -             | -             | 9     | 0     |
| A. C. Ajaccien Francia              | 2014-15       | 16    | 0     | 2             | 0             | -             | -             | 18    | 0     |
| A. C. Ajaccien Francia              | Total         | 16    | 0     | 2             | 0             | -             | -             | 18    | 0     |
| Sporting Kansas City Estados Unidos | 2015          | 8     | 0     | 1             | 0             | -             | -             | 9     | 0     |
| Sporting Kansas City Estados Unidos | 2016          | 6     | 0     | 1             | 0             | -             | -             | 7     | 0     |
| Sporting Kansas City Estados Unidos | Total         | 14    | 0     | 2             | 0             | -             | -             | 16    | 0     |
| Puerto Rico F. C. Puerto Rico       | 2017          | 28    | 3     | 3             | 0             | -             | -             | 31    | 3     |
| Puerto Rico F. C. Puerto Rico       | Total         | 28    | 3     | 3             | 0             | -             | -             | 31    | 3     |
| St. Gallen 1879 · Suiza             | 2018-19       | 34    | 2     | 2             | 0             | 2             | 0             | 38    | 2     |
| St. Gallen 1879 · Suiza             | 2019-20       | 33    | 13    | 2             | 0             | -             | -             | 35    | 13    |
| St. Gallen 1879 · Suiza             | 2020-21       | 31    | 2     | 4             | 0             | 1             | 0             | 36    | 2     |
| St. Gallen 1879 · Suiza             | Total         | 98    | 17    | 8             | 0             | 3             | 0             | 109   | 17    |
| F. C. Basilea · Suiza               | 2021          | 8     | 0     | 1             | 0             | 7             | 0             | 16    | 0     |
| F. C. Basilea · Suiza               | Total         | 8     | 0     | 1             | 0             | 7             | 0             | 16    | 0     |
| St. Gallen 1879 · Suiza             | 2022          | 15    | 2     | 3             | 1             | -             | -             | 18    | 3     |
| St. Gallen 1879 · Suiza             | 2022-23       | 35    | 1     | 4             | 0             | -             | -             | 39    | 1     |
| St. Gallen 1879 · Suiza             | Total         | 50    | 3     | 7             | 1             | -             | -             | 57    | 4     |
| Total carrera                       | Total carrera | 224   | 23    | 24            | 1             | 10            | 0             | 258   | 24    |